# Jerry Ragovoy
Jerry Ragovoy o Norman Meade, pseudonimo di Jordan Ragovoy (Filadelfia, 4 settembre 1930 – New York, 13 luglio 2011), è stato un paroliere, produttore discografico e compositore statunitense.

## Carriera
Tra le sue composizioni più famose vi è il brano Time Is on My Side, scritto sotto lo pseudonimo Norman Meade e registrato nel 1963 da Kai Winding e Irma Thomas. Il brano è stato portato al successo dai Rolling Stones, che lo hanno registrato e inserito nell'album 12 x 5 (1964).
Ragovoy è anche coautore di Stay with Me, canzone interpretata da Lorraine Ellison (1966); di Piece of My Heart, brano coscritto con Bert Berns e registrato prima da Erma Franklin e poi, con successo, da Janis Joplin & Big Brother and the Holding Company ed è anche coautore di Pata Pata, successo di Miriam Makeba.
Negli anni '60 Ragovoy ha lavorato come produttore per la Loma Records, sussidiaria della Warner Bros. Records. Ha collaborato, oltre agli artisti già citati, anche con Bonnie Raitt, Milkwood, Dionne Warwick, Baby Washington, Garnet Mimms and the Enchanters, Howard Tate, Dusty Springfield e altri artisti.
Nel 1973 ha vinto il Grammy Award nella categoria "Best Score from a Original Cast Show Album" (Don't Bother Me, I Can't Cope).